# Giuseppe Insalaco
Giuseppe Insalaco, né à San Giuseppe Jato le 12 octobre 1941 et mort à Palerme le 12 janvier 1988, est un homme politique italien.
Membre de la Démocratie chrétienne, il est maire de Palerme du 17 avril au 13 juillet 1984, période durant laquelle il dénonce l'emprise mafieuse sur la municipalité. Il est assassiné par la mafia .

## Biographie

### Premiers pas au sein de la Démocratie chrétienne
Fils d'un sous-officier des Carabiniers, Giuseppe Insalaco est proche de Franco Restivo, ministre de l'Intérieur dont il est secrétaire dans les années 1960 et qui l'envoie personnellement au domicile du journaliste de L'Ora, Mauro De Mauro, le jour de sa disparition, le 16 septembre 1970.
Il intègre le courant fanfanien à la mort de Restivo, en 1976 et se rapproche de Giovanni Gioia.
Entretemps, « Peppino » est élu au conseil municipal de Palerme en 1970 et est nommé adjoint à deux reprises. Conseiller pour l'hygiène, il fait fermer plusieurs commerces, dont les cuisines du club privé Lauria, le jour où le maire, Nello Martellucci, doit y assister à dîner de gala, et communique dans la presse sur ces actions pour un renouvellement des pratiques politiques locales.
En février 1981, il décrit  au journaliste de la Rai Corrado Stajano l'organisation du pouvoir local : Giovanni Gioia et Salvo Lima négocient avec Rome, Vito Ciancimino est chargé de la mise en œuvre locale, Rosario Nicoletti s'occupe des alliances. Il dénonce les relations liant Lima à Stefano Bontate et aux cousins Salvo, et les liens existants entre Michele Greco et Gioia. Il implique aussi Giulio Andreotti et son bras-droit Franco Evangelisti et évoque le pouvoir souterrain de l'avocat Vito Guarrasi. Il accuse Lima de la mort de Michele Reina, les Salvo de celle de Vito Lipari et affirme que l'assassinat du président Piersanti Mattarella serait dû à son refus de laisser les cousins Salvo ouvrir leur banque. Aucun homme politique n'avait jamais détaillé les zones d'ombres de la vie publique sicilienne, auxquelles Insalaco, par sa proximité avec Restivo puis ses fonctions électorales, est réputé appartenir. Dubitatif et méconnaissant le sujet, le journaliste ne publiera ces paroles que douze ans plus tard, plusieurs années après la mort de son informateur.

### Maire de Palerme durant 100 jours
Elda Pucci, élue en avril 1983 à la tête de Palerme comme symbole de renouveau, démissionne après un an. Salvo Lima, afin de faciliter son élection au Parlement européen, presse à la désignation d'un nouveau maire.
Partisan du dialogue avec le PCI, initié quelques années plus tôt par Lima, Reina, les morotei et la gauche de la DC, Giuseppe Insalaco est élu le 17 avril 1984, maire de Palerme, à l'unanimité des conseillers DC, Psi, Pri, Psdi et Pli.
À la tête de la mairie de Palerme durant une centaine de jours, il multiplie des actes symboliques contre la mafia : hommage à Carlo Alberto dalla Chiesa sur le lieu de son assassinat, via Giacinto Carini, puis au commissariat de Brancaccio victime d'un attentat à la bombe, campagne d'affichage valorisant la Résistance pour la commémoration du 25 avril, participation de la municipalité à la manifestation nationale anti-mafia nationale organisée à Rome par la coordination des étudiants, participation personnelle à l'hommage aux communistes Pio La Torre et Rosario Di Salvo et diffusion d'affiches célébrant leur sacrifice et l'engagement de la municipalité contre les mafia. Il mute les agents inquiétés par la justice, change les responsables administratifs, renouvelle la convention avec Italter, remplace les administrateurs des entreprises municipales.
Il refuse de payer les contrats d'entretien des routes et des égouts détenus par la société Lesca d'Arturo Cassina, et ceux de l'Icem de Roberto Parisi pour l'éclairage public. Il ne peut les annuler mais ouvre la voie aux enquêtes judiciaires en livrant de nombreux documents au procureur de la République, et en dénonçant les pratiques de ses prédécesseurs au commissaire antimafia De Francesco et au ministre de l'Intérieur Oscar Luigi Scalfaro. Le conseiller pour l'entretien Midolo, proche de Ciancimino, attaque vivement son maire et démissionne en annonçant le retrait du soutien de son courant. La justice s'intéresse à son rôle de commissaire de l'institut des sourds-muets puis les socialistes se retirent de la majorité. Il démissionne le 23 juillet mais se voit imposer par le commissaire Onofrio Zaccone, nommé par le conseiller régional pour les collectivités locales dans l'attente de l'élection d'un nouveau maire, l'approbation des cahiers des charges pour l'éclairage public et la mise en débat du budget 1984 repoussée depuis plusieurs mois. 
Il dit plus tard : « Je ne suis pas un démocrate-chrétien repenti, je ne suis pas tombé, mais j'ai démissionné, non pas à cause d'une montion de défiance des partis alliés, mais pour une crise interne à la DC. J'ai préféré me démettre pour déclencher une "affaire" sur la gestion des marchés et aussi parce que je n'avais pas l'intention de me faire tirer dessus par des snipers, comme c'est arrivé à Elda Pucci. »

### Difficile fin de parcours politique et assassinat par la mafia
Il témoigne en septembre 1984 devant la commission antimafia avec Nello Martellucci et Elda Pucci, ses prédécesseurs. Il dénonce l'infiltration mafieuse dans le pouvoir politique et économique local, et notamment les pressions exercées par l'ancien maire Vito Ciancimino, proche du clan des Corleonesi. Le 16 octobre, sa voiture est incendiée.
Le 27 novembre, à la suite du suicide de l'ancien secrétaire régional Rosario Nicoletti, il entre à l'Assemblée régionale sicilienne et demeure député régional jusqu'à la fin de la législature en mai 1986.
Le parquet délivre contre lui, le 6 février 1985, pour corruption et tentative d'escroquerie, l'accusant d'avoir reçu un pot-de-vin de 66 millions de lires versé par les frères Saccone pour la vente d'un terrain de l'Institut des sourds-muets. Il se cache un mois et demi puis se rend et est incarcéré deux mois. Libre mais isolé politiquement, il ouvre un magasin d'antiquités via Papireto sans plus d'activités publiques.
Dans la soirée du 12 janvier 1988, il est tué dans sa voiture de cinq balles de 357 magnum dans la tête, tirées par deux tueurs de la mafia, via Giovanni Cesareo. Il est inhumé au cimetière de Santa Maria di Gesù. Son procès non encore fixé, il a peut-être collaboré avec la justice. Quelques semaines plus tard, il aurait dû être le premier homme politique à expliquer devant la justice les imbrications entre la mafia, la classe politique et les institutions étatiques, et témoigner contre Ciancimino alors qu'aucun haut dirigeant public n'a encore détaillé les profonds liens entre le crime organisé et la classe politico-économique italienne. Pour avoir écrit dans un rapport, qu'Insalaca « constituait un danger sérieux pour le système de pouvoir politico-mafieux », Saverio Montalbano, chef du bureau des enquêtes à Palerme, est muté. 
En 2001, la Cour suprême condamne Domenico Ganci et Domenico Guglielmini pour ce meurtre à la prison à perpétuité, mais les commanditaires restent inconnus. Dans son journal, dont des extraits sont publiés de manière posthume dans la presse, il accuse Ciancimino et Lima d'être les artisans de ces collusions qui « asphyxient la DC sicilienne » et empêchent son « renouvellement ». Salvatore Riina aurait décidé de son exécution parce qu'« il pouvait ennuyer certaines personnes », dans une « convergence d'intérêts » décrite par Giovanni Falcone entre les parrains et les élites.

## Hommages
Figure complexe et embarrassante pour les municipalités qui se succèdent à la tête de Palerme, Insalaco est longtemps absent des hommages institutionnels. 
Le 11 octobre 2016, une plaque commémorative est dévoilée sur le lieu du meurtre par le maire Leoluca Orlando, qui était l'un des porteurs de son cercueil lors des funérailles.  
En 2021, le chenil municipal via Tiro a Segnole prend son nom, car il a été le premier maire italien, en 1984, à interdire l’exécution des chiens errants, décision généralisée dans le pays par une loi en 1991. 
Le 12 octobre 2022, Roberto Lagalla donne à un tronçon de la Via Giovanni Alfredo Cesareo le nom de l'ancien maire tué dans cette même rue.